# Wokabularz trydencki
Wokabularz trydencki – najstarszy zachowany, rękopiśmienny słownik łacińsko-polski z pierwszej połowy XV w. Pierwszy w historii zachowany słownik języka polskiego  .

## Historia
Słownik został stworzony przez anonimowego autora w nieznanym bliżej celu oraz okolicznościach. Według niektórych badaczy, został spisany został na zlecenie Aleksandra, księcia mazowieckiego, którego mógł  być własnością. Naukowcy datują jego powstanie na ok. 1424 rok, gdy Aleksander został biskupem Trydentu po zakończeniu pełnienia funkcji rektora Akademii Krakowskiej . Inni badacze jednak kwestionują związek Aleksandra z tym kodeks.
Według analizy językoznawców skryba zapisujący treść słownika pochodził prawdopodobnie z Polski północnej - z Mazowsza.

## Zawartość
Słownik jest częścią większej całości, zawierającej zbiór dokumentów oraz listów związanych z osobą króla polskiego Władysława Jagiełły, a także z innymi polskimi osobistościami ówczesnego życia politycznego Królestwa Polskiego. Zapisany został na kartach 71v-74 i zachował się w jednym rękopisie w Archiwum Kapitulnym w Trydencie w północnych Włoszech. W katalogu figuruje jako rękopis nr 114.
Wokabularz trydencki zawiera ok. 500 polskich słów z łacińskimi odpowiednikami. Obejmuje wyrazy z zakresu prawa, życia społecznego, kultury materialnej, przyrody, takie jak marszałek (senascallus), wojewoda (palatinus), zbojca (predo), niewolny (colibertus).